# Юрьево (Сумская область)
Юрьево (укр. Юр'єве) — село,
Юрьевский сельский совет,
Путивльский район,
Сумская область,
Украина.
Код КОАТУУ — 5923888201. Население по переписи 2001 года составляло 584 человека.
Является административным центром Юрьевского сельского совета, в который, кроме того, входят село
Волынцево,
посёлки
Волынцевское и
Первомайское.

## Географическое положение
Село Юрьево находится в 6-и км от правого берега реки Сейм, на берегу большого ирригационного канала.

## История
Поблизости села Юрьево обнаружены остатки поселений времени неолита, бронзы, скифских времен, раннеславянское первых веков н. э., северян (VIII—X вв), древнерусское (ІХ-ХІІІ вв).
Населённый пункт впервые упоминается в 1619 году как «усадища Яминское над болотом Молченским».

## Экономика
- Молочно-товарная ферма.
- КСП «Коммунар».
- «Карпенко», ЧП.

## Объекты социальной сферы
- Школа.